# Willemjantje

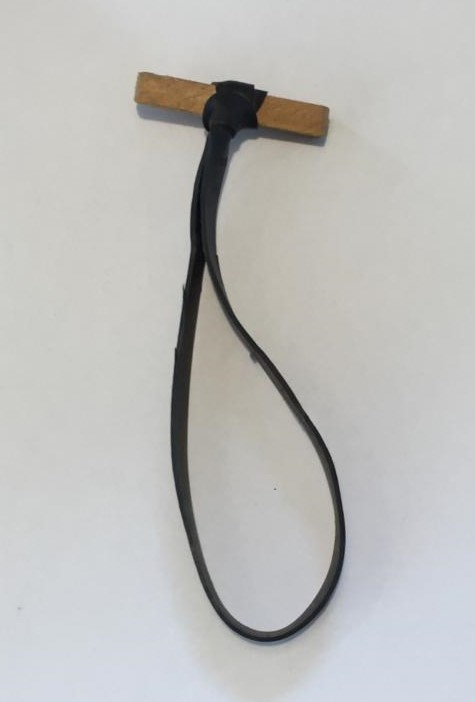
Het oorspronkelijke willemJantje zoals ze in eerste instantie werden gemaakt

Een willemjantje  of jan-willempje is een werktuig van rubber en hout om kabels samen te binden. Het is vooral binnen de theaterwereld een bekend fenomeen, maar wordt ook daarbuiten veelvuldig gebruikt. Het bindrubbertje maakt gebruik van het houtje-touwtje principe en bestond oorspronkelijk uit een reepje gebruikte autobinnenband en een houtje.

## Geschiedenis
Begin jaren 90 was Willem Jan Verburg als lichttechnicus werkzaam in de Rotterdamse Schouwburg. Tot die tijd werden de kabels altijd samengebonden met gaffertape. Dit zorgde voor vervelende lijmresten aan de bekabeling. Tijdens de loze uren tussen de bedrijven door bedacht Willem Jan Verburg een oplossing voor dit probleem. Hij sneed reepjes van gebruikte autobinnenbanden en knoopte deze aan kleine vierkante houtjes. Hij signeerde zijn uitvinding altijd met zijn voornaam en al doende raakte het willemjantje steeds meer ingeburgerd onder zijn collega's in de theaterwereld in het hele land. Nadat hij door een bedrijfsongeval het vak moest verlaten bleef het bindrubbertje landelijk bekend staan als willemjantje.